# Ruslan Stefanciuk
Ruslan Oleksiiovîci Stefanciuk (în ucraineană Руслан Олексійович Стефанчук; n. 29 octombrie 1975, Ternopil, RSS Ucraineană, URSS) este un politician și avocat ucrainean, președintele Radei Supreme⁠(d) a Ucrainei din octombrie 2021. El este ideologul partidului „Slujitorul poporului”. A fost ales în parlament fiind pe locul 2 în listele partidului la alegerile parlamentare din 2019⁠(d).

## Tinerețe și studii
Ruslan Stefanciuk s-a născut la 29 octombrie 1975 în Ternopil într-o familie de medici-studenți. În 1996 a jucat în proiectul umoristic televizat rusesc KVN⁠(d), fiind membru al echipei „Trei rotofei” (în rusă «Три толстяка» / „Tri tolsteaka”).
A absolvit școala medie nr. 18 din Hmelnîțkîi în 1992. Este licențiat în drept la Universitatea de Management și Drept din Hmenîțkîi⁠(d) (1997). A studiat și la Universitatea Națională din Hmelnîțkîi⁠(d) (1999). Este doctor în drept și profesor.

## Carieră
Până în 2019, Stefanciuk a desfășurat o activitate educațională, științifică și avocățească. A lucrat la Universitatea de Management și Drept din Hmelnîțkîi (în prezent Universitatea de management și drept „Leonid Iuzkov” din Hmelnîțkîi), Institutul de legislație al Radei Supreme, Academia națională a Procuraturii Ucrainei și Școala superioară de avocatură. Domeniile pe care le abordează sunt legislația, dreptul civil (inclusiv cel european), dreptul obiectelor imateriale⁠(d), obligațiile contractuale, drepturile de autor, activitatea CEDO și alte domenii de drept.
Este președintele Consiliului redacțional al revistei de drept „Legea Ucrainei”. De asemenea, este membru corespondent al Academiei Naționale de Științe în Drept a Ucrainei⁠(d). A fost recunoscut ca Muncitor onorat al științei și tehnologiei din Ucraina în 2017.

### Activitate politică
În 2007-2012 a fost asistent al membrului Radei Supreme Anatoli Matvienko⁠(d), iar din 2016 asistent al vicepremierului Stepan Kubiv⁠(d).
Stefanciuk este unul dintre autorii programului electoral din 2019 al președintelui ucrainean Volodîmîr Zelenski. Zelenski a câștigat alegerile, învingându-l în al doilea tur pe actualul președinte Petro Poroșenko cu aproape 73% din voturi contra 25%.
Stefanciuk a fost reprezentantul președintelui Ucrainei Zelenski la Rada Supremă de la 21 mai 2019 până la 7 octombrie 2021.
La alegerile parlamentare din 2019⁠(d), Stefanchuk a fost ales în parlament, regăsindu-se pe a doua poziție în listele partidului „Slujitorul poporului”. În aceleași alegeri, și fratele său Mîkola Stefanciuk⁠(d) a devenit deputat, reprezentând același partid în circumscripția uninominală 187 (regiunea Hmelnîțkîi).
La 29 august 2019, Stefanciuk a fost ales prim-vicepreședinte al Radei Supreme⁠(d).
La 7 octombrie 2021, Rada Supremă a votat pentru revocarea lui Dmîtro Razumkov⁠(d) din funcția de președinte al parlamentului. A doua zi, Stefanciuk a fost ales președinte al parlamentului cu votul a 261 de parlamentari.
La 15 octombrie 2021, Stefanciuk a fost numit membru al Consiliului Național de Securitate și Apărare al Ucrainei⁠(d) de către președintele Zelenski.

## Viață personală
Stefanciuk are doi copii, ambii studiază dreptul.